# Казале ди Скодозија
Казале ди Скодозија (итал. Casale di Scodosia) је насеље у Италији у округу Падова, региону Венето.
Према процени из 2011. у насељу је живело 4661 становника. Насеље се налази на надморској висини од 7 м.

## Становништво
| 1951. | 1961. | 1971. | 1981. | 1991. | 2001. | 2011. |
| ----- | ----- | ----- | ----- | ----- | ----- | ----- |
| 5.586 | 4.212 | 4.084 | 4.744 | 5.040 | 4.856 | 4.866 |